# ارنست لودویگ

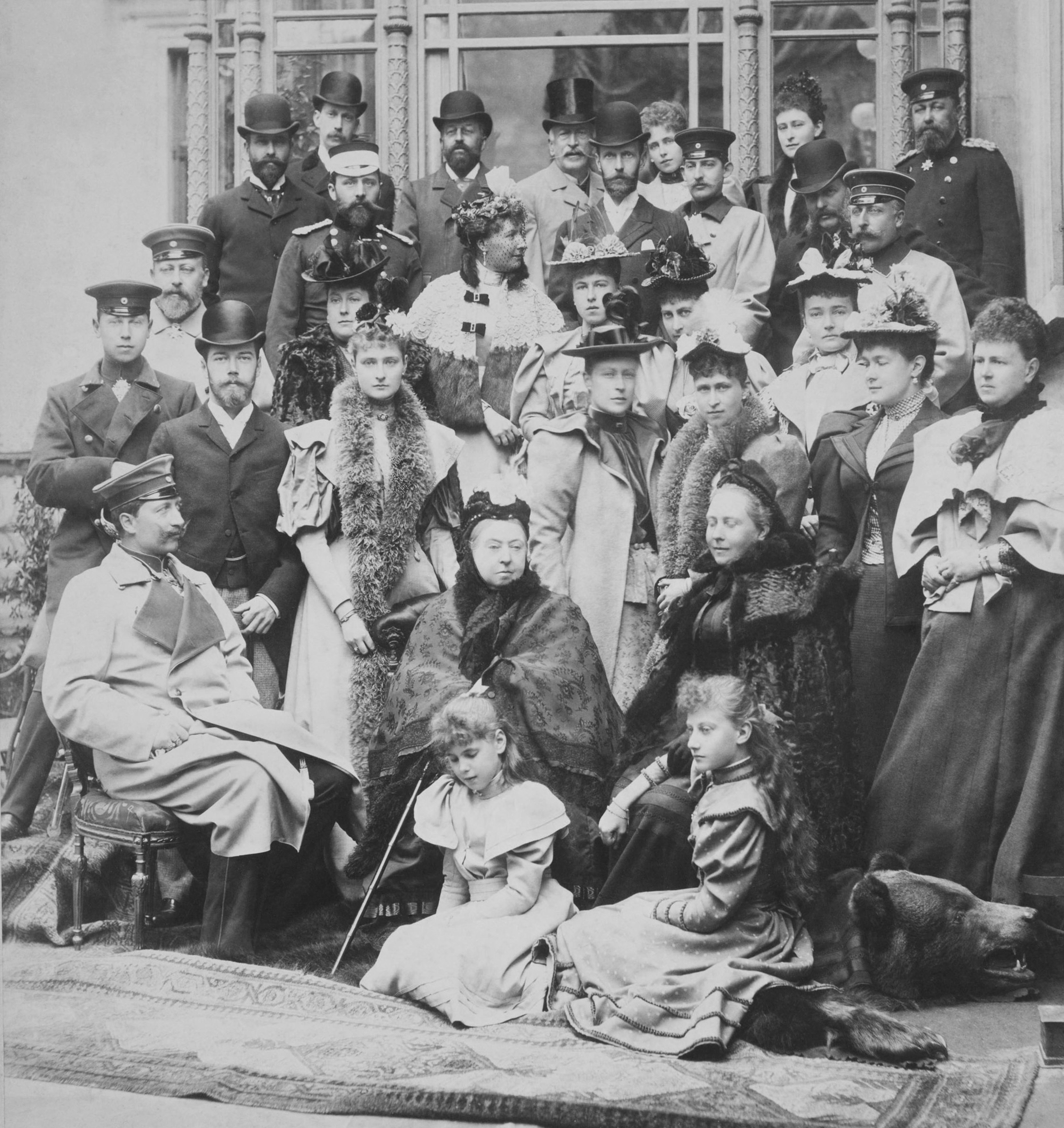
نگاره‌ای از جشن عروسی پرنسس ویکتوریا ملیتا از زاکسن-کوبورگ و گوتا (en) و دوک بزرگ ارنست لودویگ به تاریخ ۱۹ آوریل ۱۸۹۴ میلادی با حضور اعضای دودمان سلطنتی زاکسن-کوبورگ و گوتا. در این عکس خانوادگی، ملکه ویکتوریا از پادشاهی متحد بریتانیای کبیر و ایرلند و امپراتریس هند، در کنار نوه‌اش قیصر ویلهلم دوم از امپراتوری آلمان حضور دارد. در نگاره، شاهزاده نیکُلای دوم از دودمان رومانوف، که بعدها تزار روسیه، پادشاه لهستان و دوک بزرگ فنلاند شد، نیز حضور دارد.

ارنست لویی (به آلمانی: Ernst Ludwig Karl Albrecht Wilhelm) (۲۵ نوامبر ۱۸۶۸ – ۹ اکتبر ۱۹۳۷) آخرین دوک بزرگ دوک‌نشین هسن در آلمان بود که از سال ۱۸۹۲ تا ۱۹۱۸ بر این دوک‌نشین حکومت کرد. 